# Figueiró dos Vinhos
Figueiró dos Vinhos é uma vila portuguesa pertencente à região das Beiras (Coimbra), e ao distrito Leiria.   Integrando  atualmente a Comunidade Intermunicipal da Região de Leiria no Centro de Portugal.
É sede do município de Figueiró dos Vinhos com 173,44 km² de área e 5.270 habitantes (2023), subdividido em 4 freguesias. O município é limitado a norte pelo município da Lousã, a leste por Castanheira de Pera e Pedrógão Grande, a sudeste pela Sertã, a sul por Ferreira do Zêzere, a oeste por Alvaiázere, Ansião e Penela e a noroeste por Miranda do Corvo.
A vila de Figueiró dos Vinhos dista 69 km da cidade de Leiria,  capital de distrito, via IC8 EN1, 52 km da cidade de Coimbra, a sua capital da região, via IC8 A13 e 99 km da cidade de Castelo Branco via IC8.
Aos naturais desta terra chamam-se "Figueiroenses".[carece de fontes?]

## População
| Número de habitantes | Número de habitantes | Número de habitantes | Número de habitantes | Número de habitantes | Número de habitantes | Número de habitantes | Número de habitantes | Número de habitantes | Número de habitantes | Número de habitantes | Número de habitantes | Número de habitantes | Número de habitantes | Número de habitantes | Número de habitantes |
| -------------------- | -------------------- | -------------------- | -------------------- | -------------------- | -------------------- | -------------------- | -------------------- | -------------------- | -------------------- | -------------------- | -------------------- | -------------------- | -------------------- | -------------------- | -------------------- |
| 1864                 | 1878                 | 1890                 | 1900                 | 1911                 | 1920                 | 1930                 | 1940                 | 1950                 | 1960                 | 1970                 | 1981                 | 1991                 | 2001                 | 2011                 | 2021                 |
| 8 040                | 9 044                | 9 127                | 9 702                | 10 630               | 10 686               | 10 699               | 12 031               | 12 300               | 11 545               | 9 145                | 8 754                | 8 012                | 7 352                | 6 169                | 5 281                |

(Obs.: Número de habitantes "residentes", ou seja, que tinham a residência oficial neste município à data em que os censos  se realizaram.)
| Número de habitantes por Grupo Etário | Número de habitantes por Grupo Etário | Número de habitantes por Grupo Etário | Número de habitantes por Grupo Etário | Número de habitantes por Grupo Etário | Número de habitantes por Grupo Etário | Número de habitantes por Grupo Etário | Número de habitantes por Grupo Etário | Número de habitantes por Grupo Etário | Número de habitantes por Grupo Etário | Número de habitantes por Grupo Etário | Número de habitantes por Grupo Etário | Número de habitantes por Grupo Etário | Número de habitantes por Grupo Etário |
| ------------------------------------- | ------------------------------------- | ------------------------------------- | ------------------------------------- | ------------------------------------- | ------------------------------------- | ------------------------------------- | ------------------------------------- | ------------------------------------- | ------------------------------------- | ------------------------------------- | ------------------------------------- | ------------------------------------- | ------------------------------------- |
|                                       | 1900                                  | 1911                                  | 1920                                  | 1930                                  | 1940                                  | 1950                                  | 1960                                  | 1970                                  | 1981                                  | 1991                                  | 2001                                  | 2011                                  | 2021                                  |
| 0-14 Anos                             | 3 086                                 | 3 449                                 | 3 401                                 | 3 591                                 | 3 723                                 | 3 474                                 | 3 163                                 | 2 260                                 | 1 832                                 | 1 360                                 | 992                                   | 657                                   | 488                                   |
| 15-24 Anos                            | 1 556                                 | 1 752                                 | 1 810                                 | 1 929                                 | 1 890                                 | 1 998                                 | 1 805                                 | 1 310                                 | 1 335                                 | 1 037                                 | 895                                   | 592                                   | 402                                   |
| 25-64 Anos                            | 4 043                                 | 4 264                                 | 4 447                                 | 4 667                                 | 5 073                                 | 5 276                                 | 5 266                                 | 4 020                                 | 4 034                                 | 3 882                                 | 3 592                                 | 3 095                                 | 2 533                                 |
| = ou > 65 Anos                        | 541                                   | 729                                   | 704                                   | 870                                   | 1 018                                 | 1 098                                 | 1 311                                 | 1 370                                 | 1 553                                 | 1 733                                 | 1 873                                 | 1 825                                 | 1 858                                 |
| > Id. desconh                         | 51                                    | 7                                     | 20                                    | 10                                    | 18                                    |                                       |                                       |                                       |                                       |                                       |                                       |                                       |                                       |

(Obs: De 1900 a 1950 os dados referem-se à população "de facto", ou seja, que estava presente no município à data em que os censos se realizaram. Daí que se registem algumas diferenças relativamente à designada população residente)

Freguesias do município de Figueiró dos Vinhos.

### Freguesias
O município de Figueiró dos Vinhos está dividido em 4 freguesias:
- Aguda
- Arega
- Campelo
- Figueiró dos Vinhos e Bairradas

## História
Remontam à Idade do Bronze Final os primeiros vestígios de ocupação humana do território pertencente ao município de Figueiró dos Vinhos, documentado no referenciado Castro da Serra do Castelo, espaço que conheceu igualmente os efeitos da Romanização e da presença islâmica.
É no século XII que encontramos as primeiras fontes escritas com referência ao território figueiroense, primeiro com o registo da Doação da Herdade do Pedrógão em 1135 e mais tarde com a concessão por D. Pedro Afonso, filho natural de D. Afonso Henriques, de Carta de Foral aos Concelhos de Arega (1201) e Figueiró (1204), sendo estes dos Concelhos mais antigos do país. O concelho recebeu foral do infante Dom Pedro Afonso, filho de Dom Afonso Henriques, em 1204.
Com o advento da Época Moderna Figueiró reforça a sua importância com a renovação da Carta de Foral em 16 de Abril de 1514 por D. Manuel I, atingindo uma apreciável prosperidade económica, evidenciada no incremento urbano da cidade, visível nos edifícios do Centro Histórico, donde se destaca a construção da Torre Comarcã erigida em 1506, testemunha simbólica da confirmação do poder concelhio, que coabitou com as formas prevalecentes do Poder Senhorial.
O Século XVII assinala épocas de desenvolvimento local com a construção dos Conventos de Nossa Senhora da Consolação e de Nossa Senhora do Carmo, e com a exploração, mineração e transformação do ferro nos Engenhos da Machuca e na Fábrica da Foz de Alge.
Com a afirmação do Liberalismo e o fim do Antigo Regime, verificam-se no espaço figueiroense alterações substanciais de ordem política e social. Foram várias as mutações registadas a nível administrativo variando a fixação da Sede de Comarca e a configuração do Concelho durante os Consulados de Mouzinho da Silveira, Passos Manuel, Costa Cabral e João Franco, havendo ainda a registar a ocorrência de tumultos populares contra os impostos em 1864.
Com o início do século XX, o município ganha uma notoriedade nacional até aí inesperada, beneficiando da ligação de algumas personalidades do Mundo das Belas Artes a Figueiró dos Vinhos, no advento do Naturalismo. Os pintores José Malhoa e Henrique Pinto e os escultores Simões de Almeida, Tio e Sobrinho, tornaram esta região o arquétipo daquela corrente artística, criando o espírito da «Escola Naturalista de Figueiró» onde sobressai a temática paisagística rural e sentimental.
A implantação do regime republicano em 1910 trouxe ao espaço político local a tensão política e social que caracterizaram o republicanismo retardando o desenvolvimento do município. Daí que entre 1928 e 1948 em pleno período de vigência do Estado Novo, Figueiró dos Vinhos, tenha conhecido um período de progresso assinalável com a definição de um plano de intervenção de melhoramentos materiais e da aposta no Turismo, processo interrompido nos anos 1960 e 1970 em que o concelho assiste a uma enorme «sangria» humana sem retorno.
O processo de Democratização e Europeização do País abriu ao município de Figueiró dos Vinhos uma possibilidade de desenvolvimento sustentado, ainda hoje prosseguida, que aliou o desenvolvimento económico, à promoção de políticas sociais consistentes, aos níveis da Educação, Saúde e Ação Social, traduzida na realização profissional, desportiva e cultural da população, aumentando os níveis e indicadores de qualidade de vida e bem-estar.
A 23 de Setembro de 2017, Figueiró dos Vinhos tornou-se a primeira vila portuguesa a receber um evento TEDx.

## Política

### Eleições autárquicas[8]
| Data | %       | V       | %       | V       | %     | V     | %              | V            | %              | V       | %     | V   | %              | V  | Participação   |                |
| Data | PPD/PSD | PPD/PSD | CDS-PP  | CDS-PP  | PS    | PS    | FEPU/APU/CDU   | FEPU/APU/CDU | PSD-CDS        | PSD-CDS | GCE   | GCE | CH             | CH | Participação   |                |
| ---- | ------- | ------- | ------- | ------- | ----- | ----- | -------------- | ------------ | -------------- | ------- | ----- | --- | -------------- | -- | -------------- | -------------- |
| Data | 1976    | 40,35   | 2       | 31,28   | 2     | 22,39 | 1              | 1,60         | -              |         |       |     |                |    |                | 44,84 / 100,00 |
| 1979 | 59,01   | 3       | 34,17   | 2       |       |       | 3,26           | -            | 75,86 / 100,00 |         |       |     |                |    |                |                |
| 1982 | 58,15   | 4       | 13,05   | -       | 23,99 | 1     | 1,22           | -            | 71,69 / 100,00 |         |       |     |                |    |                |                |
| 1985 | 59,51   | 4       | 6,76    | -       | 29,13 | 1     | 1,19           | -            | 69,50 / 100,00 |         |       |     |                |    |                |                |
| 1989 | 41,87   | 2       |         |         | 53,74 | 3     | 0,95           | -            | 79,45 / 100,00 |         |       |     |                |    |                |                |
| 1993 | 28,76   | 1       | 2,01    | -       | 65,61 | 4     | 0,69           | -            | 78,39 / 100,00 |         |       |     |                |    |                |                |
| 1997 | 35,82   | 2       |         |         | 59,44 | 3     | 1,23           | -            | 73,99 / 100,00 |         |       |     |                |    |                |                |
| 2001 | 38,91   | 2       | 57,87   | 3       | 0,73  | -     | 75,70 / 100,00 |              |                |         |       |     |                |    |                |                |
| 2005 | 51,67   | 3       | 44,13   | 2       | 1,10  | -     | 75,20 / 100,00 |              |                |         |       |     |                |    |                |                |
| 2009 | 55,38   | 3       | 40,69   | 2       | 1,11  | -     | 73,37 / 100,00 |              |                |         |       |     |                |    |                |                |
| 2013 | 41,67   | 2       | 9,76    | -       | 42,12 | 3     | 0,99           | -            | 68,67 / 100,00 |         |       |     |                |    |                |                |
| 2017 | CDS-PP  | CDS-PP  | PPD/PSD | PPD/PSD | 46,59 | 3     | 0,64           | -            | 29,56          | 1       | 19,63 | 1   | 70,62 / 100,00 |    |                |                |
| 2021 | 30,47   | 2       |         |         | 43,63 | 2     | 0,69           | -            |                |         | 19,76 | 1   | 1,18           | -  | 68,94 / 100,00 |                |

### Eleições legislativas
| Data | %     | %     | %     | %    | %     | %     | %        | %     | %    | %     | %    | %   | %       | % | %  | %  |
| Data | PSD   | PS    | CDS   | PCP  | UDP   | AD    | APU/ CDU | FRS   | PRD  | PSN   | B.E. | PAN | PSD CDS | L | CH | IL |
| ---- | ----- | ----- | ----- | ---- | ----- | ----- | -------- | ----- | ---- | ----- | ---- | --- | ------- | - | -- | -- |
| 1976 | 48,64 | 19,66 | 16,02 | 1,34 | 0,35  |       |          |       |      |       |      |     |         |   |    |    |
| 1979 | AD    | 14,83 | AD    | APU  | 0,81  | 70,70 | 3,76     |       |      |       |      |     |         |   |    |    |
| 1980 | AD    | FRS   | AD    | APU  | 0,80  | 74,97 | 2,75     | 14,90 |      |       |      |     |         |   |    |    |
| 1983 | 56,09 | 22,56 | 10,09 | APU  | 0,55  |       | 2,64     |       |      |       |      |     |         |   |    |    |
| 1985 | 57,14 | 13,64 | 8,58  | APU  | 0,72  | 1,70  | 10,50    |       |      |       |      |     |         |   |    |    |
| 1987 | 70,58 | 15,30 | 5,23  | CDU  | 0,40  | 1,32  | 1,19     |       |      |       |      |     |         |   |    |    |
| 1991 | 69,74 | 21,53 | 2,36  | CDU  |       | 0,66  | 0,41     | 0,64  |      |       |      |     |         |   |    |    |
| 1995 | 54,68 | 34,24 | 5,62  | CDU  | 0,37  | 0,93  |          |       |      |       |      |     |         |   |    |    |
| 1999 | 53,01 | 34,85 | 6,33  | CDU  |       | 1,34  | 0,18     | 0,56  |      |       |      |     |         |   |    |    |
| 2002 | 59,47 | 29,49 | 6,27  | CDU  | 0,73  |       | 0,67     |       |      |       |      |     |         |   |    |    |
| 2005 | 47,59 | 39,08 | 5,07  | CDU  | 1,56  | 1,93  |          |       |      |       |      |     |         |   |    |    |
| 2009 | 46,56 | 30,50 | 9,65  | CDU  | 1,81  | 5,37  |          |       |      |       |      |     |         |   |    |    |
| 2011 | 55,49 | 22,08 | 9,62  | CDU  | 2,07  | 3,42  | 0,67     |       |      |       |      |     |         |   |    |    |
| 2015 | CDS   | 30,56 | PSD   | CDU  | 1,87  | 5,56  | 0,50     | 51,93 | 0,36 |       |      |     |         |   |    |    |
| 2019 | 39,29 | 36,94 | 4,34  | CDU  | 1,29  | 5,16  | 2,25     |       | 0,53 | 1,19  | 0,66 |     |         |   |    |    |
| 2022 | 38,59 | 40,65 | 1,66  | CDU  | 1,52  | 2,94  | 0,91     | 0,64  | 6,43 | 2,98  |      |     |         |   |    |    |
| 2024 | AD    | 27,42 | AD    | CDU  | 39,90 | 1,20  | 2,77     | 1,20  | 1,57 | 17,16 | 2,31 |     |         |   |    |    |

## Património e cultura

### Património

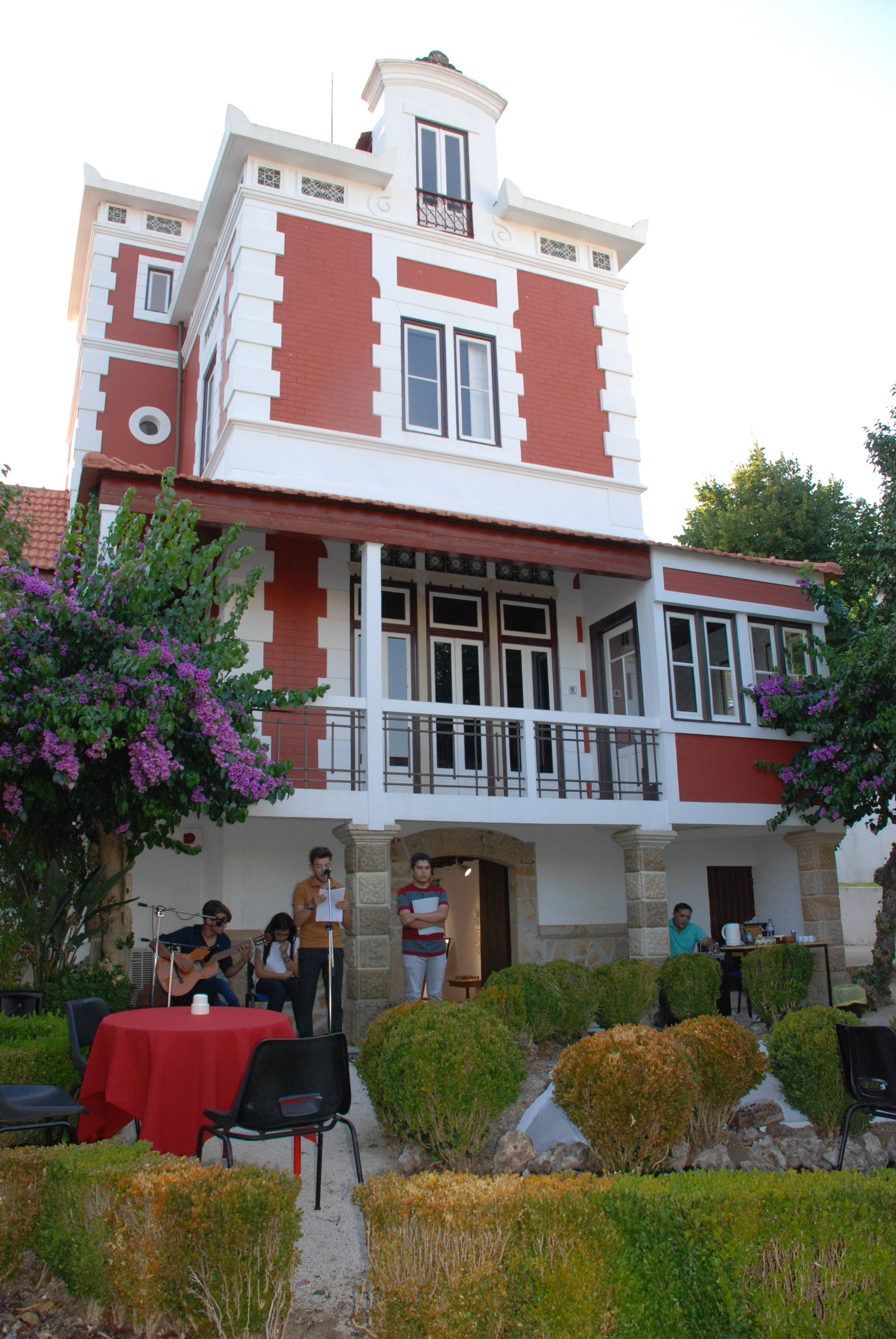
Casulo de José Malhoa, aquando de um evento de declamação de poesia (Agosto, 2016)

Entre os monumentos e locais a visitar em Figueiró dos Vinhos, destacam-se os seguintes:
- Igreja de São João Baptista
- Passadiços das Fragas de São Simão
- Praia Fluvial das Fragas de S. Simão
- Praia Fluvial de Aldeia Ana de Aviz
- Torre da Cadeia
- Cabeço do Peão
- Jardim Municipal
- Convento de Nossa Senhora do Carmo
- O Casulo - Casa de José Malhoa.
- Cruz de ferro
- Museu e Centro de Artes de Figueiró dos Vinhos
- Aldeias de Xisto - Casal de S. Simão

### Locais de Interesse
- Biblioteca Municipal Simões de Almeida.
- Centro de Artesanato de Figueiró dos Vinhos, um espaço criado para preservar as artes tradicionais do município, através da divulgação e promoção das mesmas. Possibilitando aos artesãos lá expor as suas obras para venda. Este espaço abriga uma as areas de cestaria, olaria, pintura, entre outras.
- Loja do Artesão, criada no âmbito do Projecto “PROGRIDE – Figueiró, Construir Para a Inclusão”. Foi Inaugurada em Abril de 2009 a Loja do Artesão, numa das bancas do Mercado Municipal(quartas-feiras e sabados). Pode se encontrar neste espaço uma diversa colectânea de obras do artesanato Figueiró dos Vinhos.
- Clube Figueiroense,principal palco cultural da vila, lá se realizam exposições e peças de teatro.
- Estádio Municipal Afonso Lacerda, onde se realizam os jogos da Associação Desportiva de Figueiró dos Vinhos.
- Pavilhão Gimnodesportivo, instalações desportivas equipadas para a realização de eventos variados.
- Campos de Ténis de Figueiró dos Vinhos, localizado no cabeço do peão e rodeado por uma vasta flora mediterrânea.

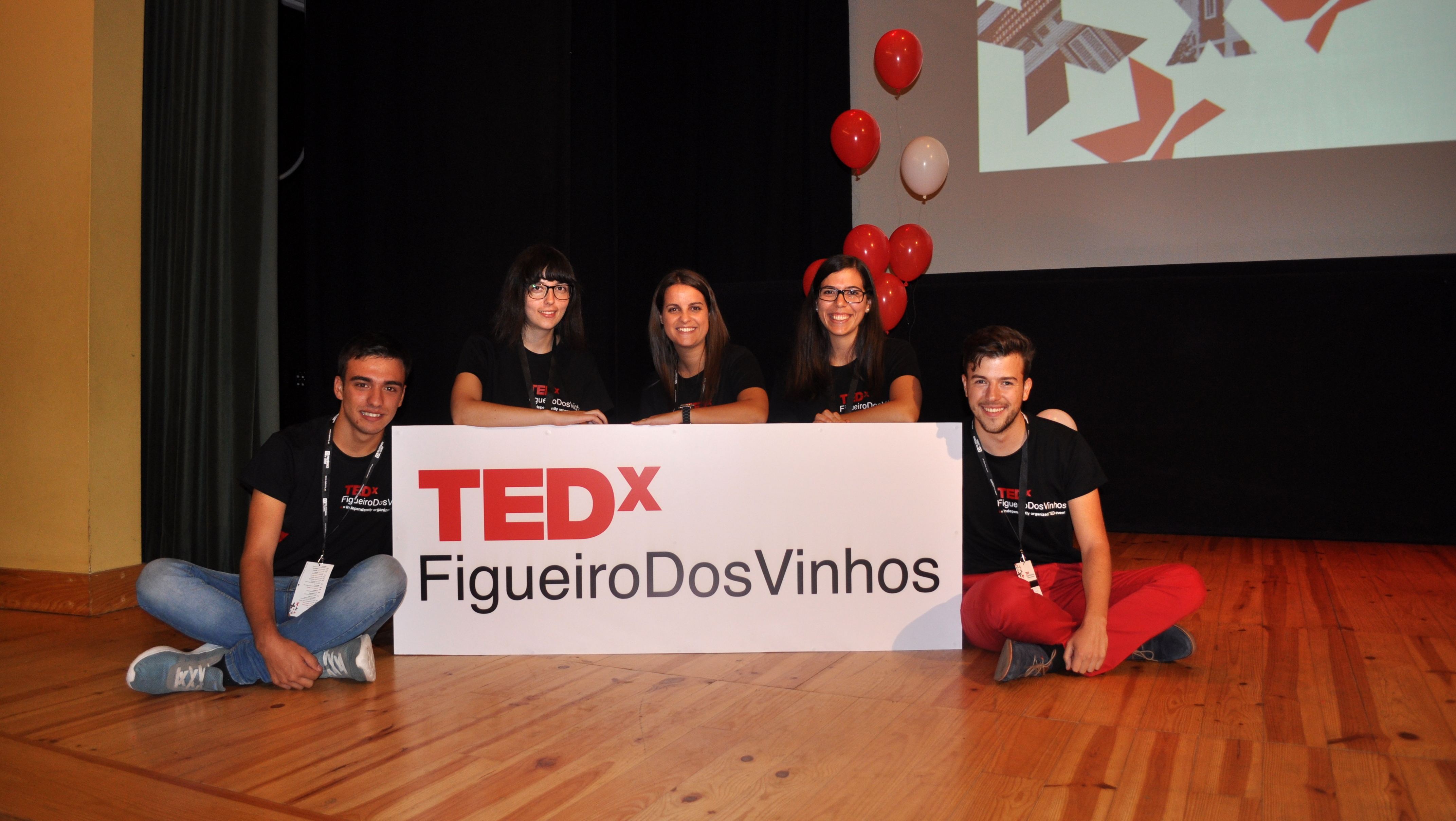
A equipa organizadora do TEDxFigueiroDosVinhos

- Parque Desportivo Municipal
- Centro Hípico
- Clube Náutico
- Foz de Alge
- Provência (Bairradas)

### Eventos, Festas e Romarias
- «TEDxFigueiroDosVinhos». - a 23 de Setembro de 2017 realizou-se o primeiro TEDx numa vila portuguesa
- S. João (24 de junho) - espectáculos musicais, manifestações culturais, desportivas e de cariz popular.
- Feira de S. Pantaleão (26, 27 e 28 de julho) - feira anual que se estende pela Vila num diversificado e popular conjunto de feirantes e tendeiros que mantêm viva a tradição de há longos anos. Ocorrem anda espectáculos musicais e teatrais.
- Corso Carnavalesco (Domingo e Terça de Carnaval) - ocorre todos os anos. Em 2017, o corso teve a atriz Luciana Abreu como rainha.
- Feira de Doçaria Conventual de Figueiró dos Vinhos - doceiros de todo o país juntam-se no Convento do Carmo no final do Mês de Outubro.
- Shortcutz Figueiró dos Vinhos - passagem de curtas-metragens nacionais e internacionais.
- Um pouco por todo município, são frequentes as festas populares com que os lugares honram o seu santo de devoção, durante todo o ano, principalmente durante os meses de Verão.

### Gastronomia
- Doçaria Regional

Figueiró dos Vinhos orgulha-se de ter grande tradição na doçaria conventual. Os doces ricos em ovos e amêndoa, como as castanhas doces, pingos de tocha e queijinhos do céu, nunca esquecidos, biscoitos de manteiga, broinhas de casamento complementam a fama do Pão-de-Ló de características muito próprias, doçaria que conserva ainda hoje as receitas originais deixadas pelas freiras que permaneceram neste município até ao século XIX.
- Sabores Tradicionais

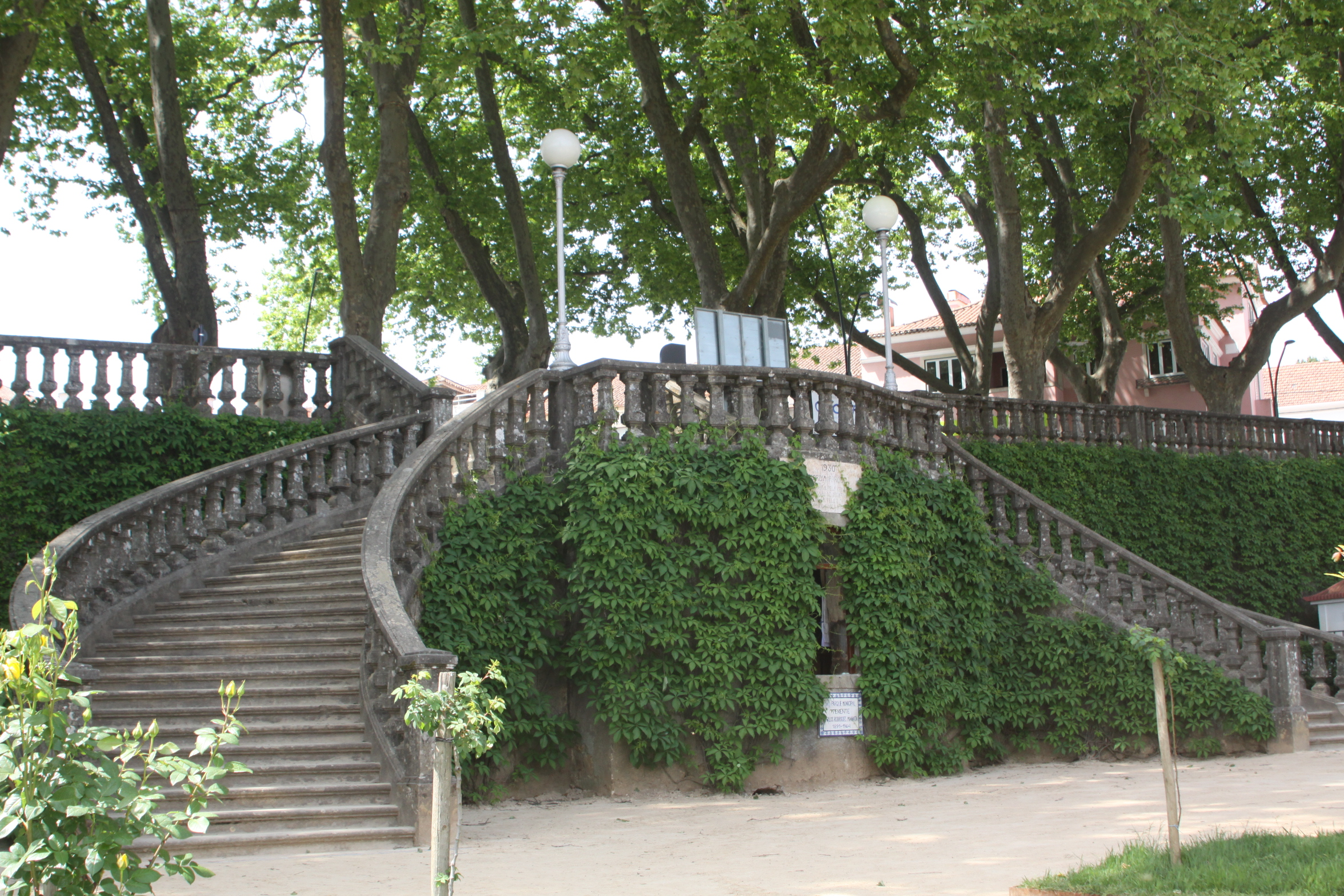
Imperiais escadas do Jardim Municipal de Figueiró dos Vinhos

As águas límpidas da Ribeira de Alge e do Rio Zêzere, que correm em todo o município proporcionam a existência de algumas espécies de peixe como o Achigã, Boga, Carpa, Barbo e as trutas, que permitem variadas confecções gastronómicas, para além de cada restaurante apresentar nas suas ementas pratos tradicionais de borrego e cabrito.
A produção de mel serrano, enquadrado na Região Demarcada da Serra da Lousã (Denominação de Origem Protegida) e a doçaria conventual rematam a riqueza da gastronomia figueiroense que apresenta singularidades incontornáveis no contexto regional.

### Figueiró dos Vinhos na Arte
Falar da história do município é, inevitavelmente, falar de arte. Algumas das mais importantes obras artisticas nacionais nasceram ou mencionam Figueiró dos Vinhos. A saber:

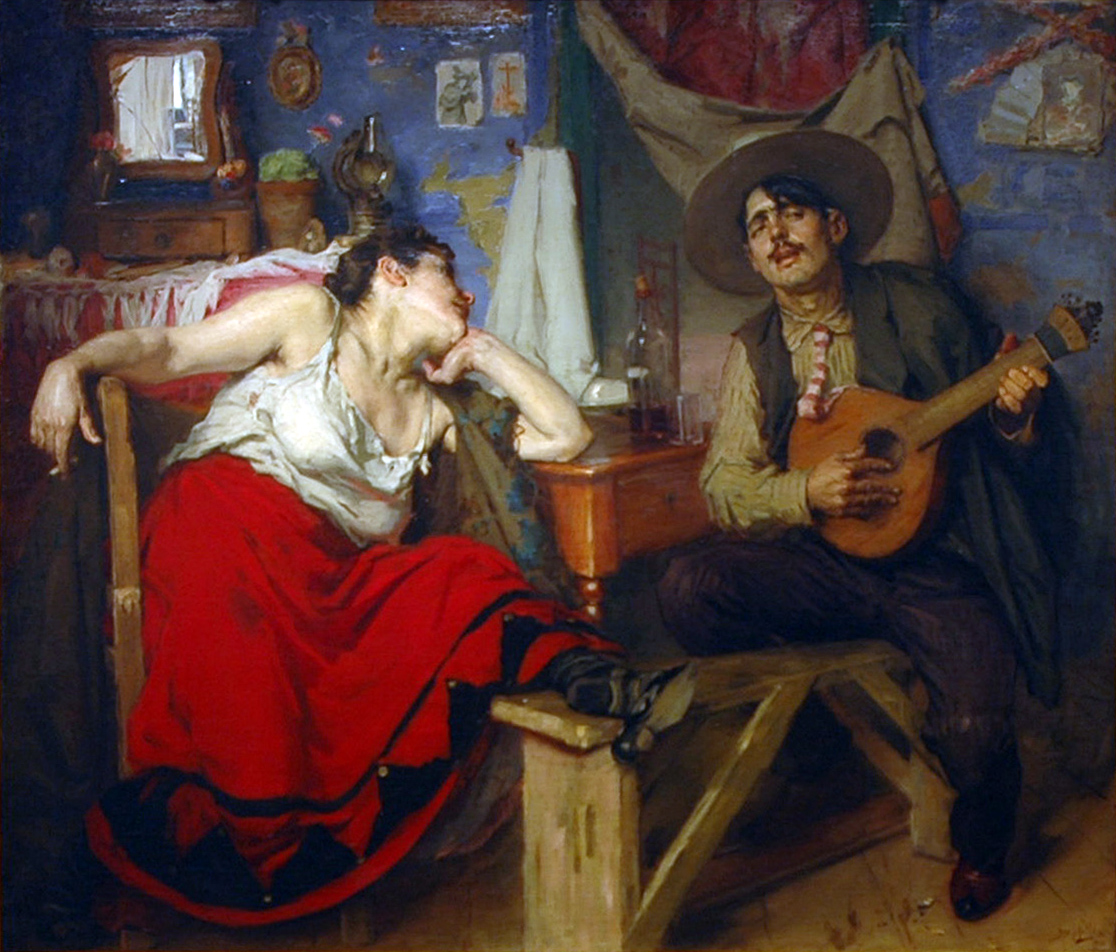
O Fado - Obra maior de José Malhoa. Foi pintado em Figueiró dos Vinhos, no seu casulo.

#### Literatura
Obras de Não-Ficção
- Figueiró dos Vinhos - Terra de Sonho (Carlos Medeiros, 2002)
- Crónicas de um Tempo (TóZé Silva, 2012)
- Não há Vinhos em Figueiró dos mesmos (Daniel Zamith-Abreu, 2016)
- Figueiró dos Vinhos - Coletânea Documental (Miguel Portela, 2017)

Obras de Ficção (onde é o concelho é mencionado)
- Quando o Sol Brilha (Rui Conceição Silva, 2015)
- Dei o teu Nome às Estrelas (Rui Conceição Silva, 2018)
- 7 FACTOS (S. F. Godinho, 2020)

Poesia
- Poemas e Mensagens para Todo o Mundo (Alcides Martins, 2013)
- A Sombra da Alma (Alcides Martins, 2015)
- Lírios do Monte - Sonetos (Alcides Martins, 2015)

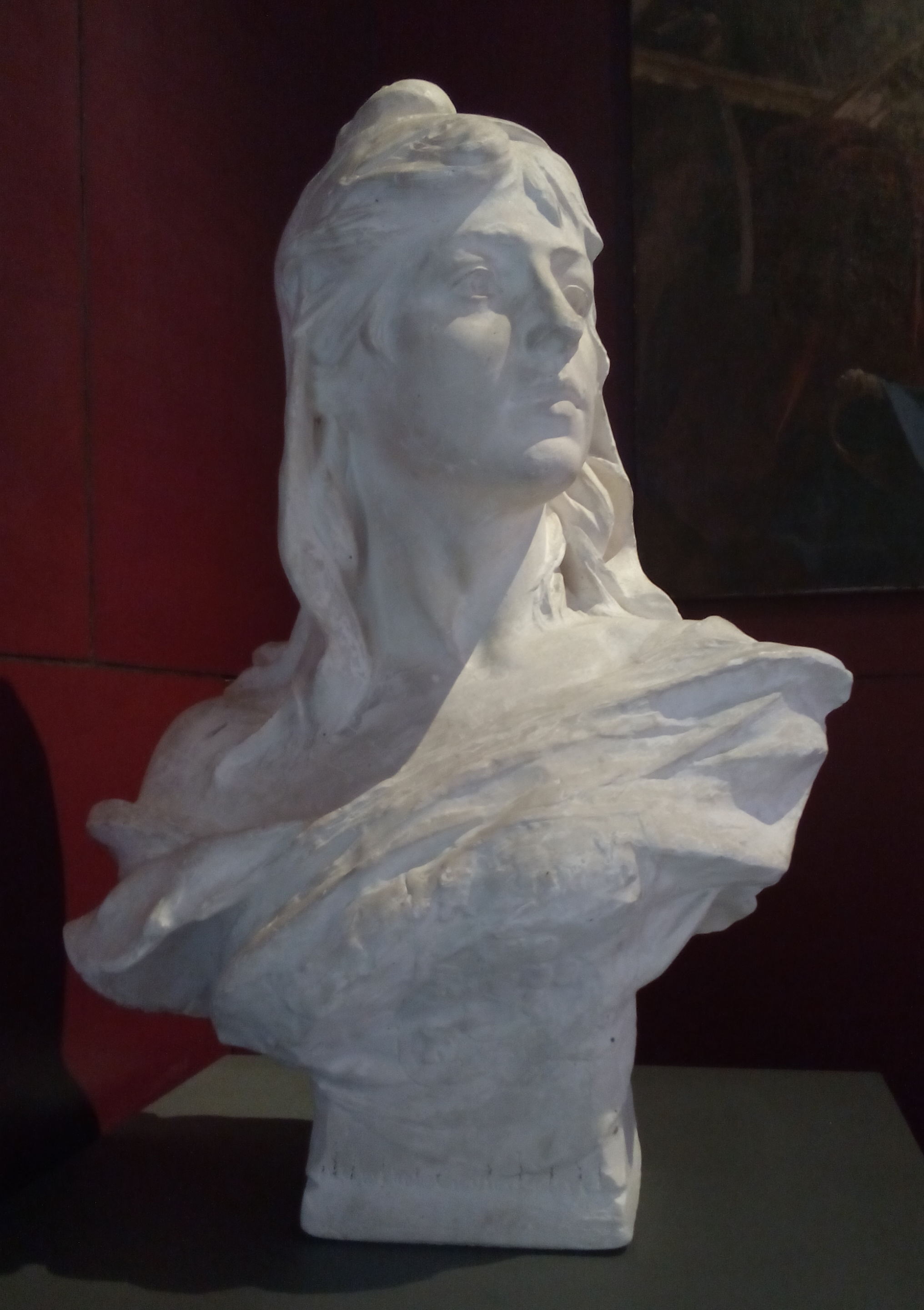
Busto da República foi obra de Simões de Almeida, um ilustre membro da comunidade figueiroense.

#### Pintura
- O Fado (José Malhoa)
- Os Bêbedos (José Malhoa)
- A Sesta (José Malhoa)
- Clara (José Malhoa)

Escultura
- Busto da República (Simões de Almeida)

### Figueiroense Ilustres
- José Malhoa
- Henrique Pinto
- Simões de Almeida
- Simões de Almeida (Sobrinho)
- D. Diogo de Sousa
- Neutel de Abreu

## Geminações
A vila de Figueiró dos Vinhos é geminada com as seguintes cidades:
- Saint-Maximin, Oise, França
- Nampula, Nampula, Moçambique
- 🇵🇹 Caldas da Rainha, Portugal